# Mlask nosowy przedniojęzykowo-dziąsłowy
Mlask nosowy przedniojęzykowo-dziąsłowy – rodzaj dźwięku spółgłoskowego występujący w niektórych językach naturalnych. W Międzynarodowym alfabecie fonetycznym oznaczany jest symbolem: ǃ̃, ŋǃ lub ᵑǃ.

## Artykulacja
W czasie artykulacji podstawowego wariantu [ŋǃ]:
- modulowany jest prąd powietrza zasysanego powstały w wyniku różnicy ciśnień wytworzonej przy grzbiecie języka wzniesionym do góry, czyli artykulacja tej spółgłoski wymaga inicjacji ustnej i ingresji (zob. mlaski);
- mimo iż dochodzi do zablokowania przepływu powietrza przez tor ustny jamą ustną, podniebienie miękkie jest opuszczone i powietrze uchodzi przez nos – jest to spółgłoska nosowa;
- prąd powietrza w jamie ustnej przepływa ponad całym językiem lub przynajmniej powietrze uchodzi wzdłuż środkowej linii języka;
- koniuszek języka i jego brzeżek kontaktuje się tuż za górnymi dziąsłami, tworząc zwarcie, równocześnie grzbiet język wznosi się stromo w kierunku podniebienia miękkiego i języczka tworząc całkowite drugie zwarcie, jak przy wymowie [k]. W powstałej komorze dochodzi do pojawienia się podciśnienia w wyniku „ssącego” ruchu języka do tyłu. Następuje przerwanie blokady dziąsłowej, przy czym równocześnie powietrze jest zasysane do środka, co daje akustycznie charakterystyczny mlask;
- więzadła głosowe drgają, jest to spółgłoska dźwięczna.

## Wykorzystanie
Mlask nosowy przedniojęzykowo-dziąsłowy występuje m.in. w językach: xhosa, nama, zulu. W nama zapisywany jest dwuznakiem !n, a w xhosa i zulu Nq.